# Georges Niang
Georges Niang (Massachusetts, 17 de junho de 1993) é um jogador norte-americano de basquete profissional que atualmente joga pelo Utah Jazz da National Basketball Association (NBA).
Ele jogou basquete universitário pela Universidade Estadual de Iowa e foi selecionado pelo Indiana Pacers na segunda rodada do draft da NBA de 2016.

## Carreira no ensino médio
Após três anos como titular e dois anos como capitão da equipe, Niang encerrou sua carreira como um dos maiores jogadores da história da Tilton School, acumulando um recorde escolar de 2.372 pontos.
Em seu último ano, ele teve médias de 25,1 pontos, 7,2 rebotes e 2,1 assistências. Em seu terceiro ano, ele teve médias de 24,2 pontos e 8,2 rebotes e levou sua equipe a final do campeonato estadual de 2011. Ele foi nomeado melhor jogador do torneio, marcando 23 pontos na final.
Niang foi considerado um dos melhores jogadores da Costa Leste, encerrando sua carreira como um recruta top-100 nacional. Ele foi classificado como o 56º melhor jogador pela ESPNU, 69º pela Scout.com, 69º pela Rivals.com, 73º pelo Sporting News e 81º pela CBS Sports. Ele se comprometeu com a Universidade Estadual de Iowa.
| Nome | Cidade natal                                  | Escola                 | Altura             | Peso           | Data              |
| --- | --------------------------------------------- | ---------------------- | ------------------ | -------------- | ----------------- |
| Georges Niang F | Methuen, MA                                   | The Tilton School (NH) | 6 ft 8 in (2.03 m) | 210 lb (95 kg) | 5 de Maio de 2011 |
| Georges Niang F | Recrutamento: Rivals: Scout: 247Sports: ESPN: |                        |                    |                |                   |
| - Nota: Em muitos casos, Scout, Rivals, 247Sports e ESPN podem entrar em conflito em suas listas de altura e peso, nestes casos, a média foi obtida. - Fonte: |                                               |                        |                    |                |                   |

## Carreira universitária

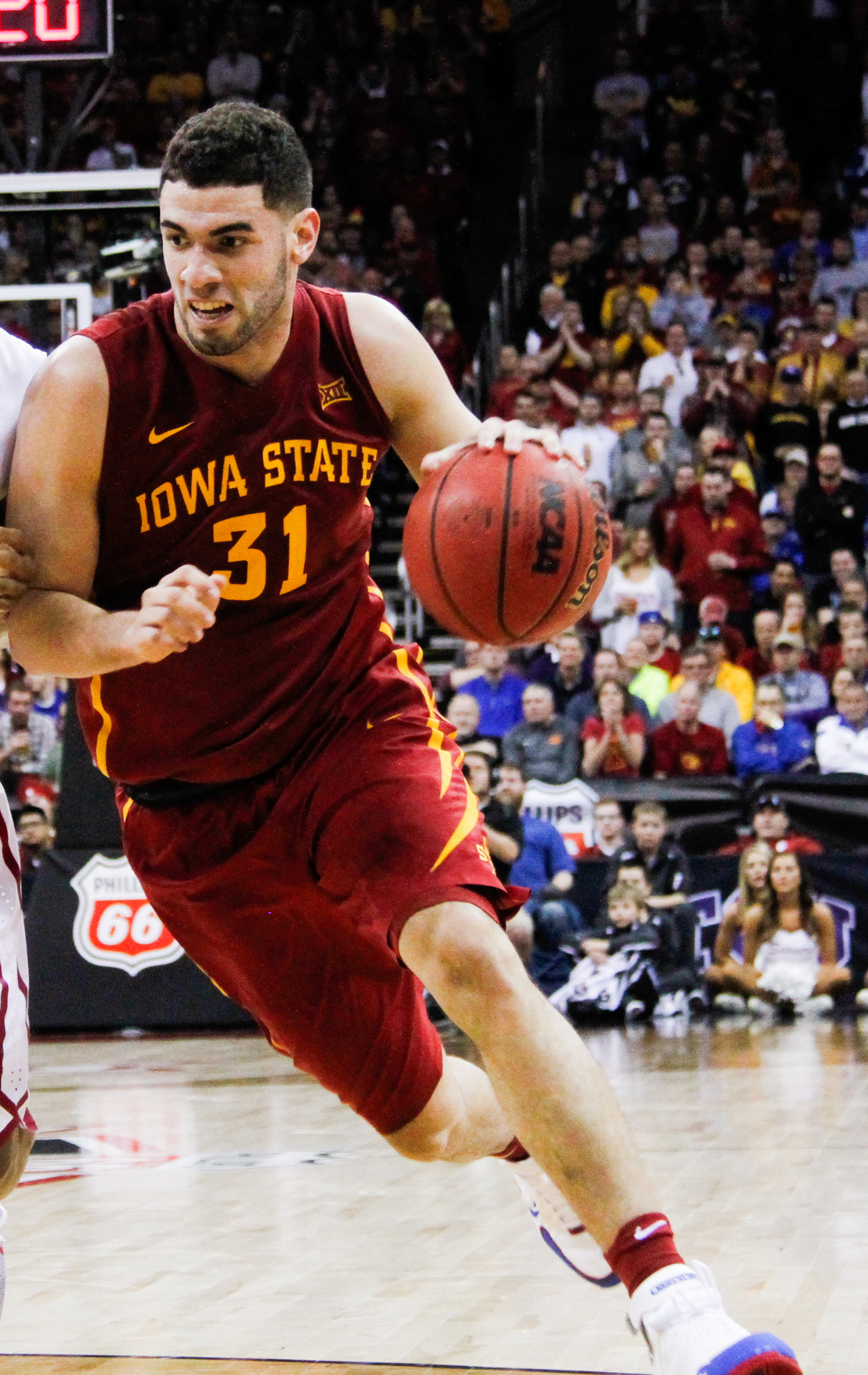
Niang jogando por Iowa State.

Em seu primeiro ano, Niang foi nomeado para a Equipe de Novatos da Big 12. Na segunda rodada do Torneio da NCAA de 2014, Niang quebrou o quinto metatarso no pé direito, forçando-o a ficar de fora do resto da partida.
Em seu segundo ano, ele teve médias de 16,7 pontos e 4,5 rebotes como a terceira arma ofensiva mais proeminente de Iowa State, atrás de Melvin Ejim e DeAndre Kane.
Niang reduziu seu consumo calórico na offseason de 2014 e, consequentemente, emagreceu 13 kg. Em seu terceiro ano, ele teve médias de 15,3 pontos, liderando a equipe, 5,4 rebotes e 3,4 assistências. Apesar dos 11 pontos e 7 rebotes de Niang, Iowa State perdeu nas oitavas de final do Torneio da NCAA de 2015. Ele considerou entrar no draft da NBA de 2015, mas decidiu voltar para sua última temporada: "Eu estava pesando, mas quero ser leal ao programa e não queria sair assim".
Em seu último ano, Niang ultrapassou os 2.000 pontos e teve médias de 20,2 pontos e 6,2 rebotes.
Durante sua carreira universitária, Niang alcançou alguns recordes da universidade: o primeiro jogador a participar de quatro torneios consecutivos da NCAA, mais jogos (138) e mais vitórias (98).

## Carreira profissional

### Indiana Pacers (2016–2017)
Em 23 de junho de 2016, Niang foi selecionado pelo Indiana Pacers como a 50ª escolha geral no draft da NBA de 2016. Ele se juntou à equipe para a Summer League de 2016, onde seu jogo inicial atraiu elogios de Larry Bird. Em 11 de julho de 2016, ele assinou um contrato de 3 anos e US$2.5 milhões com os Pacers.
Durante sua temporada de estreia, ele jogou alguns jogos com o Fort Wayne Mad Ants da G-League. Em 14 de julho de 2017, ele foi dispensado pelos Pacers.

### Santa Cruz Warriors (2017–2018)
Em 16 de agosto de 2017, Niang assinou contrato com o Golden State Warriors. Ele foi oficialmente dispensado pelos Warriors em 14 de outubro de 2017 e foi designado para o Santa Cruz Warriors como um jogador afiliado.

### Utah Jazz (2018–2021)
Em 14 de janeiro de 2018, Niang assinou um contrato de duas vias com o Utah Jazz para assumir uma vaga anteriormente ocupada pelo ex-companheiro de universidade, Naz Mitrou-Long. Durante o resto da temporada, ele dividiu seu tempo de jogo entre o Jazz e sua afiliada da G-League, o Salt Lake City Stars.
Em 13 de julho de 2018, ele assinou um contrato de 3 anos e US$4.9 milhões com o Jazz.
Em 10 de abril de 2019, Niang marcou 24 pontos contra o Los Angeles Clippers. Em 8 de maio de 2021, ele marcou 24 pontos contra o Houston Rockets.
Niang foi apelidado de "Minivan" e "Fat Curry" pelos fãs de Utah.

### Philadelphia 76ers (2021–2023)

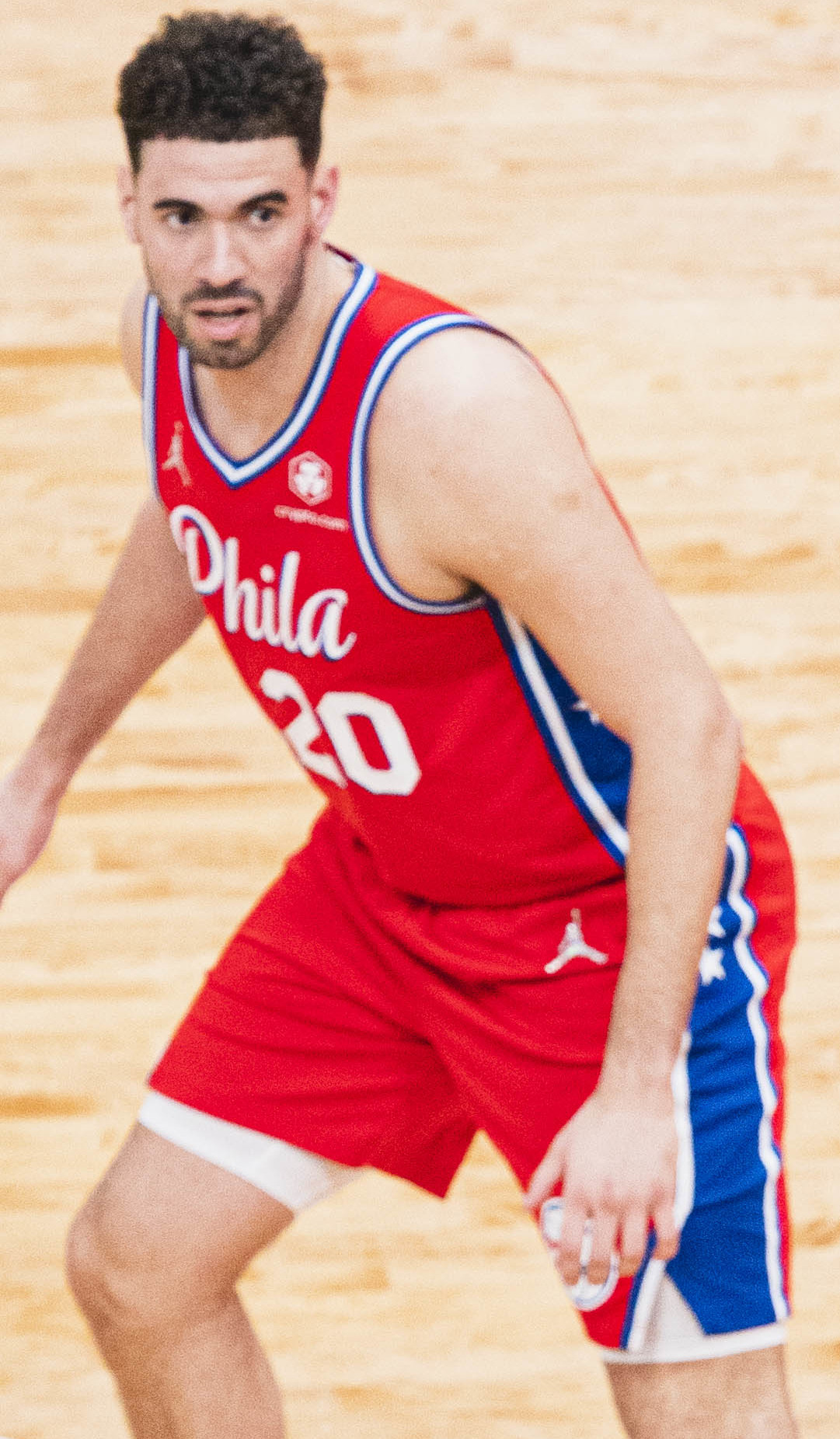
Niang com o Philadelphia 76ers em 2022

Em 9 de agosto de 2021, Niang assinou um contrato de 2 anos e US$ 6,7 milhões com o Philadelphia 76ers. Com a equipe, ele manteve o apelido de "Minivan" que tinha em Utah. Seu tempo com os 76ers representou seu papel mais significativo - sendo reserva de Tobias Harris, entre outros - e a maior média de pontos até aquele momento de sua carreira. Niang teve sua maior pontuação como jogador dos Sixers em 7 de abril de 2023, marcando 24 pontos em uma vitória por 136-131 na prorrogação contra o Atlanta Hawks, com 5 arremessos de 3 pontos.

### Cleveland Cavaliers (2023–2025)
Em 6 de julho de 2023, Niang assinou um contrato de 3 anos e US$25.5 milhões com o Cleveland Cavaliers. Em 17 de janeiro de 2024, Niang marcou um novo recorde pessoal de 33 pontos contra o Milwaukee Bucks, convertendo 13 de suas 14 tentativas de arremesso. Em 2023, ele disputou 82 jogos com média de 9,4 pontos.

### Atlanta Hawks (2025–Presente)
Em 6 de fevereiro de 2025, Niang, junto com Caris LeVert, três escolhas de segunda rodada e duas trocas de escolhas, foi negociado para o Atlanta Hawks em troca de De'Andre Hunter.

## Estatísticas da carreira

### NBA

#### Temporada regular
| Ano      | Equipe       | PJ  | PT | MPJ  | AP   | 3P   | LL    | RT  | AS  | BR | TO | PPJ |
| -------- | ------------ | --- | -- | ---- | ---- | ---- | ----- | --- | --- | -- | -- | --- |
| 2016–17  | Indiana      | 23  | 0  | 4.0  | .250 | .083 | 1.000 | .7  | .2  | .1 | .0 | .9  |
| 2017–18  | Utah         | 9   | 0  | 3.6  | .364 | .000 | .500  | 1.0 | .3  | .2 | .0 | 1.0 |
| 2018–19  | Utah         | 59  | 0  | 8.7  | .475 | .410 | .833  | 1.5 | .6  | .2 | .1 | 4.0 |
| 2019–20  | Utah         | 66  | 1  | 14.0 | .438 | .400 | .833  | 1.9 | .7  | .3 | .1 | 5.9 |
| 2020–21  | Utah         | 72  | 10 | 16.0 | .437 | .425 | .957  | 2.4 | .8  | .3 | .1 | 6.9 |
| 2021–22  | Philadelphia | 76  | 7  | 22.8 | .437 | .403 | .881  | 2.7 | 1.3 | .4 | .2 | 9.2 |
| 2022–23  | Philadelphia | 78  | 1  | 19.4 | .442 | .401 | .867  | 2.4 | 1.0 | .4 | .2 | 8.2 |
| 2023–24  | Cleveland    | 82  | 10 | 22.3 | .449 | .376 | .850  | 3.4 | 1.2 | .4 | .2 | 9.4 |
| 2024–25  | Cleveland    | 51  | 1  | 20.7 | .477 | .400 | .793  | 3.7 | 1.3 | .3 | .1 | 8.7 |
| Carreira | Carreira     | 516 | 30 | 14.6 | .418 | .321 | .834  | 2.1 | .8  | .2 | .1 | 6.0 |

#### Playoffs
| Ano      | Equipe       | PJ | PT | MPJ  | AP   | 3P   | LL    | RT  | AS  | BR | TO | PPJ |
| -------- | ------------ | -- | -- | ---- | ---- | ---- | ----- | --- | --- | -- | -- | --- |
| 2019     | Utah         | 5  | 0  | 11.0 | .409 | .308 | —     | 2.8 | 1.0 | .2 | .2 | 4.4 |
| 2020     | Utah         | 7  | 0  | 16.3 | .500 | .414 | 1.000 | 2.1 | .6  | .0 | .1 | 8.3 |
| 2021     | Utah         | 11 | 0  | 11.7 | .282 | .300 | 1.000 | 1.7 | .7  | .0 | .1 | 3.2 |
| 2022     | Philadelphia | 12 | 0  | 16.5 | .417 | .372 | 1.000 | 1.5 | .9  | .3 | .0 | 4.8 |
| 2023     | Philadelphia | 11 | 0  | 14.3 | .500 | .462 | —     | .4  | .2  | .0 | .2 | 4.4 |
| 2024     | Cleveland    | 10 | 0  | 12.1 | .220 | .130 | .875  | 1.2 | .4  | .4 | .2 | 2.8 |
| Carreira | Carreira     | 56 | 0  | 13.6 | .388 | .331 | .968  | 1.6 | ,6  | .1 | .1 | 4.6 |

### Universitário
| Ano      | Equipe     | PJ  | PT  | MPJ  | AP   | 3P   | LL   | RT  | AS  | BR | TO | PPJ  |
| -------- | ---------- | --- | --- | ---- | ---- | ---- | ---- | --- | --- | -- | -- | ---- |
| 2012–13  | Iowa State | 35  | 23  | 25.1 | .515 | .392 | .700 | 4.6 | 1.8 | .7 | .2 | 12.1 |
| 2013–14  | Iowa State | 34  | 34  | 30.1 | .474 | .327 | .721 | 4.5 | 3.6 | .6 | .6 | 16.7 |
| 2014–15  | Iowa State | 34  | 34  | 30.7 | .461 | .400 | .808 | 5.4 | 3.4 | .5 | .5 | 15.3 |
| 2015–16  | Iowa State | 34  | 34  | 33.2 | .546 | .390 | .813 | 6.2 | 3.3 | .9 | .6 | 20.2 |
| Carreira | Carreira   | 137 | 125 | 29.7 | .499 | .377 | .760 | 5.1 | 3.0 | .6 | .4 | 16.0 |

Fonte: